# Digitaler Service-Nachweis
Der Digitale Service-Nachweis soll das Fahrzeug-Scheckheft aus Papier ersetzen. 
Die Dokumentation der an einem Kraftfahrzeug durchgeführten Wartungsarbeiten erfolgte bislang im sogenannten Scheckheft. Dieser Serviceplan hat den Nachteil nicht fälschungssicher zu sein und kann außerdem verloren gehen. Mit dem Digitalen Service-Nachweis werden diese Nachteile überwunden.
Dazu werden alle durchgeführten Wartungsarbeiten mit Ausführungsdatum und Kilometerstand des Fahrzeugs in elektronischer Form in einer zentralen Datenbank gespeichert. Ebenfalls gespeichert werden sollen Zusatzarbeiten, wie zum Beispiel das Wechseln der Zündkerzen. Der Datensatz des Fahrzeugs wird nach jeder Reparatur und nach jedem Service aktualisiert. Der Fahrzeugbesitzer erhält für seine Unterlagen einen Ausdruck mit Sicherheitscode.
Der erste Automobilhersteller, der den Digitalen Service-Nachweis verwendet ist Mazda. Seit Juni 2005 wird er beim Mazda5, seit dem 1. Juli 2006 bei allen Neufahrzeugen von Mazda verwendet.